# 구니사키정
구니사키정(国東町)은 일본 오이타현 히가시쿠니사키군에 있던 정이다.
2006년 3월 31일에 히메시마촌을 제외한 히가시쿠니사키군의 각 마을과 신설합병해 구니사키정이 되어 소멸하였다.

## 지리
구니사키 반도의 동부에 위치한다. 마을은 해안에 가까운 지역에 산재되어 있다.

## 역사
- 1889년 4월 1일 - 정촌제 시행에 의해 이전의 정역에 해당하는 구니사키촌이 성립하였다.
- 1894년 11월 8일 - 구니사키촌이 정으로 승격해 구니사키정이 되었다.
- 1901년 4월 1일 - 1정 1촌이 대등합병해, 신 구니사키정이 되었다.
- 2006년 3월 31일 - 구니미정, 무사시정, 아사정과 신설합병해, 구니사키시가 되었다.

## 교통

### 공항
- 오이타 공항

### 도로
- 국도 213호선